# Erik Hallager
Erik Hallager (født 31. maj 1945[kilde mangler], død 18. august 2024) var en dansk arkæolog med den minoiske periode som sit forskningsområde.
Han blev cand.phil. i historie fra Aarhus Universitet i 1972 og lic.phil. 1977. 1996 blev han dr.phil. fra Aarhus Universitet og forestod i mange år et stort dansk-svensk udgravningsprojekt i Chania på Kreta. Sammen med Poul Pedersen tog han initiativet til det populærvidenskabelige tidsskrift SFINX, hvis første redaktør han også var. Erik Hallager var direktør for Det Danske Institut i Athen og var i perioden 2002-2007 adjungeret professor i klassisk arkæologi ved Aarhus Universitet.